# Gymnotus diamantinensis
Gymnotus diamantinensis és una espècie de peix pertanyent a la família dels gimnòtids.

## Descripció
- Fa 12,5 cm de llargària màxima.[5]

## Hàbitat
És un peix d'aigua dolça, pelàgic i de clima tropical.

## Distribució geogràfica
Es troba a Sud-amèrica: conca del riu Tapajós al Brasil.

## Observacions
És inofensiu per als humans.